# Shahri Buzurg (huyện)
Shahri Buzurg là một huyện thuộc tỉnh Badakhshan, Afghanistan. Dân số thời điểm năm 1999 là 41,651 người.